# Jagdfieber 4: Ungebetene Besucher
Jagdfieber 4: Ungebetene Besucher (Originaltitel: Open Season: Scared Silly) ist eine computeranimierte Filmkomödie aus dem Jahr 2015 und die Fortsetzung der Filme Jagdfieber von 2006, Jagdfieber 2 von 2008, und Jagdfieber 3 von 2010.

## Handlung
Elliot erzählt am Lagerfeuer eine Geschichte über den sagenhaften „Wailwolf“ Wailus, der im Timberline National Forest lebt. Der häusliche Boog ist von der Geschichte verängstigt und beschließt, seinen jährlichen Sommercamping-Trip sozusagen zu „knicken“, bis er weiß, dass der Werwolf verschwunden ist. Entschlossen, Boog zu helfen, seine Ängste zu überwinden, scharen sich Elliot und seine Waldfreunde zusammen, um Boog seine Angst auszutreiben und das Geheimnis des Wailing-Wampus-Werwolfs aufzudecken. Die Jagdsaison hat wieder begonnen und der alte Feind Shaw ist zurückgekehrt, um sie zu jagen und den Werwolf zu fangen. Unterstützt wird er von seinen beiden Freunden Ed und Edna, die ein Poutine servierendes Restaurant betreiben. Nachdem es Elliot und Boog gelungen ist, den drei Jägern zu entkommen, lässt Boog Elliot jedoch im Stich, woraufhin dieser auf sich allein gestellt ist. Giselle versucht vergebens, Boog zu überzeugen, dass Elliot ihm nur helfen wollte, seine Ängste zu überwinden.
Währenddessen fängt Herr Wiener an, zu glauben, dass er der Werwolf ist. Kurz darauf werden er und Elliot von Shaw und seinen beiden Freunden, die sich als Werwölfe verkleidet haben, umgeben. In letzter Sekunde kommen Boog und seine Freunde Elliot zur Hilfe. Es gelingt ihnen schließlich, Shaw zu besiegen, wodurch die Jagdsaison  endgültig vorbei ist. Der Werwolf erweist sich als echt, aber Elliot freundet sich mit ihm an und er schließt sich ihrem Lager an.

## Hintergrund
- Der von Sony Pictures Animation produzierte Film kam nicht in die Kinos und wurde direkt auf DVD veröffentlicht.